# Финес и Ферб: Кендэс против Вселенной
«Финес и Ферб: Кендэс против Вселенной» (англ. Phineas and Ferb the Movie: Candace Against the Universe, также известный как «Финес и Ферб: Фильм») — мультипликационный фильм 2020 года, основанный на американском мультсериале 2007—2015 годов «Финес и Ферб», который вышел на платформе «Disney+» 28 августа 2020 года.

## Сюжет
Когда очередное изобретение младших братьев Кендэс, Финеса и Ферба, исчезло в присутствии не обратившей на него внимания их мамы Линды, Кендэс решила, что вся Вселенная издевается над ней. Её пытается переубедить дочь местного злого учёного Ванесса Фуфелшмертц, но их похищает инопланетная капсула, которую Кендэс приняла за очередную конструкцию Финеса и Ферба. При неудачной попытке побега с корабля пришельцев в спасательной капсуле Кендэс разлучается с Ванессой, и предстаёт перед вождём планеты Фибла-Оот, Большим Доктором, в одиночестве. Та проявляет большое сочувствие Кендэс, находит в её желании прижучить братьев большое сходство с собой, называет её исключительной, поскольку та выделяет некий «Ремаркалониум», очень важное для них вещество, и устраивает ей великолепный приём.
Тем временем Финес и Ферб узнают планету, куда похитили Кендэс, и для её спасения вместе с Балджитом строят портал на неё. Но работе портала мешает ионное поле, и поэтому вместо планеты они попадают в мастерскую злого учёного Фуфелшмертца, построившего такой же портал для спасения своей дочери Ванессы. Узнав, в чём проблема, они летят на планету на космическом корабле Фуфелшмертца, который из-за этого же поля терпит крушение. Кендэс отвергает подарок Финеса и Ферба, который они сделали, чтобы помириться, и Большой Доктор тайком от неё отправляет команду Финеса и Ферба в тюрьму, но их спасает приставленный к ним тайный агент Перри-утконос. Кендэс узнаёт, что «Ремаркалониум» — это на самом деле просто углекислый газ, нужный для спорового растения «Мама», названного в честь мамы Большого Доктора, которое контролирует жителей планеты, и объясняет в ответ, что углекислый газ выделяет всё живое на Земле. Большой Доктор решает завоевать Землю. Финес и Ферб поднимают у инопланетян восстание, и Большой Доктор со своей армией бежит на Землю. Команда Финеса и Ферба следует за ними, но Фуфелшмертц остаётся на Фибла-Оот, чтобы выручить оставшуюся на планете дочь Ванессу (которая на самом деле неплохо освоилась и даже приручила местного дракона).
Команда Финеса и Ферба сражается с армией Большого Доктора на Земле и освобождают Кендэс. Оказывается, что их подарок — кружка, показывающая их приключения с Кендэс. Подросшее на Земле растение «Мама» распространяет споры над городом, и команда Финеса и Ферба попадает в плен. Большой Доктор, поговорив с Кендэс, раскаивается в том, что делала, но теряет контроль над своим растением и поглощается им. В это время Фуфелшмертц, нашедший Ванессу, вместе с её драконом и Перри-Утконосом возвращаются на Землю, используя Инатор подмены себя находящейся на Земле курицей. Кендэс использует этот Инатор, чтобы отправить растение «Мама» на Фибла-Оот, подменив его оказавшейся на Фибла-Оот курицей, где растение гибнет, а Большого Доктора пленяют восставшие. У Кендэс снова есть шанс прижучить Финеса и Ферба перед своей мамой Линдой, но она спасает их от разоблачения, попросив маму привезти пиццу.
Во время титров отец детей Лоренц проходит через оставшийся во дворе портал во всё ещё горящую от запуска ракеты лабораторию Фуфелшмертца, и при выходе разрушает портал, так что и это изобретение остаётся тайной для их мамы Линды.

## В ролях
- Винсент Мартелла — Финес Флинн
- Давид Эрриго мл. — Ферб Флетчер
- Эшли Тисдейл — Кендэс Флинн
- Дэн Повенмайр — доктор Хайнц Фуфелшмертц
- Ди Брэдли Бейкер — Перри Утконос/Агент «Пи»
- Джефф Марш — майор Фрэнсис Монограмм
- Элисон Стоунер — Изабелла Гарсиа-Шапиро
- Кэролайн Рей — Линда Флинн-Флетчер
- Ричард О’Брайэн — Лоренс Флетчер
- Молик Панчоли — Балжит Тжиндер
- Бобби Гейлор — Бьюфорд Ван Стомм
- Оливия Олсон — Ванесса Фуфелшмертц
- Тайлер Александр Манн — Карл[3]

## Производство
11 января 2011 года международный руководитель «Disney Channel» Гэри Марш объявил о планах создания на базе «Финеса и Ферба» в сотрудничестве с одним из продюсеров фильма «Трон: Наследие» Шином Бейли полнометражного художественного кинофильма. Сценарий был закончен Дэном Повенмайром и Джеффом Маршем 6 сентября 2011 года.
В октябре 2011 года фильму было присвоено временное название «Финес и Ферб» и назначена дата выхода 26 июля 2013 года, на которую ранее планировалось выпустить фильм «Тор 2: Царство тьмы». Так же было объявлено, что для доработки сценария нанят Майкл Арндт, работавший над «Историей игрушек 3», продюсирование будет осуществлять принадлежащая «Дисней» студия «Mandeville Films», а фильм будет смесью анимации и живого действия. Чуть ранее появились слухи, что Джим Керри будет играть Фуфелшмертца «вживую», но Дэн Повенмайр официально заявил, что персонажи мультсериала останутся анимированными и в фильме.
В октябре 2012 года выход был сдвинут на 2014 год, а в августе 2013 года фильм был вычеркнут из производственных планов. Несмотря на это, Джеф «Свомпи» Марш заверил в своём Твиттере, что фильм не отменён, а лишь приостановлен. 12 июля 2015 года было вновь подтверждено, что сценарий фильма готов, но его выпуск всё ещё не включён в производственное расписание Диснея.
11 апреля 2019 года было объявлено, что фильм будет выпущен на сервисе Disney+ под названием «Phineas and Ferb The Movie: Candace Against the Universe» («Финес и Ферб — Фильм: Кэндес против Вселенной») в течение года после запуска сервиса, и что большая часть актёрского состава сохранит свои роли, за исключением Томаса Сангстера, которого в роли Ферба заменит Дэвид Эрриго-младший. Был раскрыт сюжет, по которому Финес и Ферб пытаются спасти свою сестру после того, как её похитили инопланетяне.

## Релиз
Мультфильм был выпущен 28 августа 2020 года исключительно на платформе «Disney+». За день до этого, 27 августа, фильм был показан Золотым участникам D23.

## Критика
На сайте агрегирования обзоров Rotten Tomatoes фильм имеет рейтинг одобрения 100 %, основанный на 18 обзорах, со средней оценкой 7,08 из 10. На «Metacritic» фильм имеет средневзвешенную оценку 77 из 100, основанную на шести отзывах, что указывает на «в целом положительные отзывы».
Дэвид Эрлих из «IndieWire» поставил фильму оценку «B», назвав фильм «умным, забавным и полным жизни». Дэн Кой из «Slate» отметил привлекательность оригинального сериала для разных поколений и похвалил акцент фильма на Кэндэс, сказав: «Эти сумасбродные герои никогда не вырастут, но их новый фильм идеально подходит для такой аудитории».
Гвен Игнат из «The A.V. Club» поставила фильму оценку «B», заявив, что фильм не лишен недостатков, сказав, что «даже посредственный фильм о Финесе и Фербе будет хорошо принят…». Джен Чейни из «Vulture» также дал фильму положительную рецензию, назвав его «дружелюбным к детям и взрослым комедийным мультфильмом, неизменно восхитительным и умным, как и всегда был сериал».